# John E. Jones III
John Edward Jones III (Pottsville, 14 de junio de 1955) es un jurista y abogado estadounidense, célebre por varias de sus sentencias como juez federal de los Estados Unidos. Conservador y miembro del Partido Republicano, intentó labrarse una carrera política al postularse como candidato a la Cámara de Representantes en 1992, sin éxito; formó parte del gabinete del presidente de Pensilvania, Tom Ridge, tras su victoria electoral y ocupó varios puestos estatales, además de haber trabajado como abogado en el sector privado en la década de 1980. Jones fue nombrado juez de distrito de la Corte de Apelaciones del distrito medio de Pensilvania por el presidente George W. Bush en 2002, y confirmado por unanimidad por el Senado de Estados Unidos el 30 de julio de 2002. 
Es especialmente conocido por su papel como presidente del tribunal que llevó el histórico caso de Kitzmiller contra el Distrito Escolar de Dover en 2005, en el cual fue declarada inconstitucional la enseñanza del diseño inteligente, una variante del creacionismo, en las clases de ciencias de las escuelas públicas del país. La sentencia le valió el reconocimiento de numerosas personalidades y organizaciones, al significar una defensa del principio constitucional de separación entre la Iglesia y el Estado y los postulados científicos, sin embargo también fue objeto de numerosas críticas, especialmente de organizaciones cristianas evangélicas, las mismas que en su momento lo habían aupado a la judicatura y el Discovery Institute, el principal promotor del diseño inteligente.
Varios años después, en 2014, también declaró inconstitucional la prohibición del matrimonio entre personas del mismo sexo que llevaba vigente en el estado de Pensilvania desde 1996, una sentencia de varias que sentaron precedente para que solo un año después, en el caso Obergefell contra Hodges, la Corte Suprema de Estados Unidos declarase el matrimonio homosexual válido en todo el país sin posibilidad de restricciones de los estados, conforme a lo dispuesto en la Decimocuarta Enmienda a la Constitución de los Estados Unidos.